# Sanquini Màxim
Sanquini Màxim (en llatí Sanquinius Maximus) va ser un magistrat romà del segle i.
Se'l menciona per primer cop al final del regnat de Tiberi, l'any 32 com a persona de rang consular, segons Tàcit. Dió Cassi i els Fasti diuen que va ser cònsol el 39, càrrec que ja hauria ocupat anteriorment segons comenta Tàcit però els Fasti no en diuen res. Va ocupar el càrrec de pretor urbà en el regnat de Calígula. Amb l'emperador Claudi era governador de la Germània Inferior, on va morir l'any 47.